# Gebelein
Gebelein, nome moderno Naga el-Gherira, è un sito dell'Alto Egitto la cui area archeologica risulta formata da due alture desertiche. Conserva, su una delle colline, i resti della città egizia di Per Hathor (Casa di Hathor), la Pathyris dei greci.

| pr · Z1 | O10 |

pr ḥt-ḥr - Per Hathor
Sull'altra collina vi sono i resti della città egizia Inty-shuy più conosciuta con il nome greco di Crocodilopoli.
La località si trova 29 km a sud di Tebe sulla riva occidentale del Nilo.
I resti di maggiore rilievo sono quelli del tempio di Hathor da cui emerge il collegamento con il principale tempio di Dendera in quanto la dea è indicata spesso come Signora di Dendera.
Gebelein ha anche restituito, importanti reperti del periodo predinastico e della cultura di Naqada.

Parte del materiale proveniente da questi scavi si trova al Museo Egizio di Torino.